# Юшкова, Даяна Азатовна
Даяна Азатовна Юшкова (родилась 6 января 1999 года в Зеленодольске) — российская хоккеистка на траве, нападающая клуба «Динамо-Гипронииавиапром». Мастер спорта России (2019).

## Биография
Воспитанница школы РСДЮСШОР Динамо-УОР. Выступает с 2015 года за клуб «Динамо-Гипронииавиапром», в 79 играх отличилась 22 раза. Чемпионка России 2018 года, в последнем туре её гол помог казанскому клубу обыграть «Динамо-Электросталь» и выиграть первый титул в истории.
В составе сборной России до 21 года отличилась 5 раз и забила 2 гола, в составе основной сборной провела 10 игр и забила 3 гола. Участница этапа Мировой серии в Японии как квалификационного этапа к Олимпиаде-2020, забила один из шести голов в ворота Мексики, а также поразила на том же турнире ворота Чили (победа 5:2). Заявлена на чемпионат Европы 2019 года (сыграла 5 матчей, Россия заняла 7-е место).